# 沃爾納泉 (加利福尼亞州)
沃納泉（英語：Warner Springs）是位於美國加利福尼亞州聖地牙哥縣的一個非建制地區。該地的面積和人口皆未知。

## 地理
沃納泉的座標為33°16′56″N 116°38′01″W / 33.28222°N 116.63361°W，而該地的平均海拔高度為954米（即3130英尺）。